# تنها عاشقان زنده ماندند
تنها عاشقان زنده ماندند (به انگلیسی: Only Lovers Left Alive) فیلمی بریتانیایی-آلمانی است که در سال ۲۰۱۳ به کارگردانی جیم جارموش ساخته شد. این فیلم موفق شد برای دریافت نخل طلا در جشنوارهٔ کن ۲۰۱۳ نامزد شود.
موسیقی متن این فیلم با محوریت نویز راک توسط جوزف ون ویسم اسمبل گردیده است.

## خلاصهٔ داستان
آدام موزیسین گوشه‌گیرِ خون‌آشامی است که قرن‌ها زندگی کرده و بر زندگی تعداد غیرقابل شماری موزیسین و دانشمند اثر گذاشته است. او اعتقاد دارد در دنیای مدرن انسانیت مرده است و در فیلم بارها به انسان با عنوان زامبی ارجاع می‌دهد. آدام از طریق دکتر واتسون به بانک اهدایی خون دسترسی دارد و از آن طریق غذای خود را تهیه می‌کند. او تصمیم به خودکشی می‌گیرد اما همسرش، ایو، او را منصرف می‌کند.
ایو هم که خون‌آشام است، سال‌ها در طنجه زندگی کرده‌است و خون مورد نیازش را از طریق یک ومپایر دیگر، کریستوفر مارلو، تهیه می‌کند. او نگرانِ حالِ آدام به دیترویت سفر می‌کند و به معشوقش می‌پیوندد.
در این میان آوا (خواهر ایو) نیز چند روزی به آنان می‌پیوندد همراه ایان انسانی که ساز، تجهیزات و اجناس زیر خاکی و عتیقه برای آدام فراهم می آورد و...